# Funcția zeta Ruelle
În matematică funcția zeta Ruelle este o funcție asociată cu un sistem dinamic. Este numită astfel după fizicianul matematician David Ruelle.

## Definiție formală
Fie f o funcție definită pe o varietate M, astfel încât mulțimea de puncte fixe Fix(f n) este finită pentru toate n > 1. Mai departe, fie φ o funcție pe M cu valori în matricea complexă d × d. Funcția zeta de primul fel este
{\displaystyle \zeta (z)=\exp \left(\sum _{m\geq 1}{\frac {z^{m}}{m}}\sum _{x\in \operatorname {Fix} (f^{m})}\operatorname {Tr} \left(\prod _{k=0}^{m-1}\phi (f^{k}(x))\right)\right)}

## Exemple
În cazul particular d = 1, φ = 1, funcția devine
{\displaystyle \zeta (z)=\exp \left(\sum _{m\geq 1}{\frac {z^{m}}{m}}\left|\operatorname {Fix} (f^{m})\right|\right)}
care este funcția zeta Artin–Mazur.
Funcția zeta Ihara este un exemplu de funcție zeta Ruelle.